# Карен Андерсон
Карен Крузі Андерсон (англ. Karen Kruse Anderson, нар. Джун Міллічамп Крузі (англ. June Millichamp Kruse), 16 вересня 1932, Ерлангер, США — 18 березня 2018, Лос-Анджелес) — американська письменниця у жанрі фентезі. Вдова письменника-фантаста Пола Андерсона та свекруха письменника-фантаста Грега Біра.

## Біографія
Джун Міллічамп Крузі народилася 16 вересня 1932 року в Ерлангері, штат Кентуккі, США.
Вважається першою, хто навмисно використав слово «filk» у друку у 1953 році.
Коли вона була студенткой філології у 1950 році, заснувала з трьома друзями товариство Шерлока Холмса, яке отримало назву «Товариство червоного кола» (англ. Red Circle Society). Приблизно у той час вона товаришувала з Г'ю Евереттом, чиї теорії про параллельні світи пізніше дуже сподобались Полу Андерсону.
У 1953 році одружилася з письменником-фантастом Полом Андерсоном. Їх донька Астрід (зараз дружина письменника-фантаста Грега Біра) народилася у 1954 році.
У 1980-х роках активно співпрацювала зі своїм чоловіком, вони опублікували декілька книжок у співавторстві.
Роберт Гайнлайн присвятив їй свій роман «Фрайді» (англ. Friday, 1982).

## Обрана бібліографія

### Королі Іса
- 1986 — «Дев'ять королев» (англ. Roma Mater) — у співавторстві з Полом Андерсоном
- 1987 — «Галльскі відьми» (англ. Gallicenae) — у співавторстві з Полом Андерсоном
- 1987 — «Дахут, дочка короля» (англ. Dahut) — у співавторстві з Полом Андерсоном
- 1988 — «Собака та вовк» (англ. The Dog and the Wolf) — у співавторстві з Полом Андерсоном

### Останній вікінг
- 1980 — «Золотий ріг» (англ. The Golden Horn) — у співавторстві з Полом Андерсоном
- 1980 — «Дорога морського коня» (англ. The Road of the Sea Horse) — у співавторстві з Полом Андерсоном
- 1980 — «Знак ворона» (англ. The Sign of the Raven) — у співавторстві з Полом Андерсоном

### Збірки
- 1984 — «Торгівля єдинорогом» (англ. The Unicorn Trade) — у співавторстві з Полом Андерсоном
- 2016 — «Золотий вік наукової фантастики — Том XV» (англ. The Golden Age of Science Fiction – Volume XV) — з Полом Андерсоном, Беном Бова, Робертом Сілвербергом, Кліффордом Сімаком, Індо Біндером[en], Е. Е. Смітом, Джеромом Біксбі[en], Евелін Сміт[en] і Ф. Л. Воллесом[en] (розповідь «Рябий гіппогриф»)

### Розповіді
- 1962 — «Пейзаж зі сфінксами» (англ. Landscape with Sphinxes)
- 1962 — «Рябий гіппогриф» (англ. The Piebald Hippogriff)
- 1962 — «Шість хайку» (англ. Six Haiku)
- 1963 — «Договір у Тартессі» (англ. Treaty in Tartessos)
- 1971 — «Бенкет для богів» (англ. A Feast for the Gods) — у співавторстві з Полом Андерсоном
- 1976 — «Кошеня» (англ. The Kitten) — у співавторстві з Полом Андерсоном